# Iglesia del Salvador (Belmonte de San José)
La iglesia del Salvador es un  Templo parroquial dedicado a la advocación del "Santísimo savador" de Belmonte de San José, 

## Historia
De estilo barroco, fue levantado sobre la planta de una iglesia medieval. El 16 de septiembre de 1741 el justicia, los regidores y el ayuntamiento de Belmonte arrendaron a favor de Cosme Bayod la fábrica de esta iglesia. Los trabajos se iniciaron en 1742. Cosme cedió la obra en 1746 a Simón Moreno y éste, en 1770, traspasó a José Sastruz la construcción de la torre de tres cuerpos. En su historia del siglo XX queda la destrución de sus ocho retablos barrocos, vandalizados en la guerra civil de 1936-39. 

## Descripción
Obra realizada en mampostería y cantería. Tiene planta rectangular dividida en tres naves de igual altura y crucero alineado. Está diseñado según la idea de "iglesia-salón", muy propia del siglo de "la Ilustración o de las luces". La nave central cubierta con bóveda de medio cañón y las laterales con bóveda de arista. Cúpula sobre tambor en el crucero. La torre es de cuatro cuerpos, construidos los inferiores en sillería y los superiores en ladrillo. Su fachada está adornada con un a modo de retablo de piedra rematado con el escudo de Belmonte. La joya del templo es su órgano barroco de entonación mayor , cuya construcción fue encargada en 1747 por el ayuntamiento de Belmonte a los maestros organeros de Calanda, Francisco y Antonio Turull. 